# Liste der Bürgermeister von Planegg
Die Liste der Bürgermeister von Planegg gibt einen Überblick über die Gemeindevorsteher und Bürgermeister der Gemeinde Planegg im oberbayerischen Landkreis München seit dem Jahr 1832.

## Bürgermeister
| Bürgermeister       | Partei | Partei    | Amtszeit  |
| ------------------- | ------ | --------- | --------- |
| Andrä Wastian       |        |           | 1832–1848 |
| Andrä Egensperger   |        |           | 1848–1855 |
| Johann Doll         |        |           | 1855–1858 |
| Matthias Huber      |        |           | 1858–1866 |
| Josef Huber         |        |           | 1866–1876 |
| Josef Loth          |        |           | 1876–1878 |
| Sebastian Dillitzer |        |           | 1878–1879 |
| Josef Huber         |        |           | 1879–1882 |
| Max Diener          |        |           | 1882–1894 |
| Josef Loth          |        |           | 1894–1905 |
| Josef Beyerl        |        |           | 1905–1919 |
| Franz Brugger       |        |           | 1919–1933 |
| Josef Ebert         |        |           | 1933–1939 |
| Karl Tries          |        | NSDAP     | 1939–1945 |
| Albert Heizer       |        | parteilos | 1945–1966 |
| Richard Naumann     |        | SPD       | 1966–1981 |
| Günther Schuppler   |        | CSU       | 1982–1990 |
| Alfred Pfeiffer     |        | SPD       | 1990–1996 |
| Ulrike Höfer        |        | CSU       | 1996–2002 |
| Dieter Friedmann    |        | SPD       | 2002–2008 |
| Annemarie Detsch    |        | SPD       | 2008–2014 |
| Heinrich Hofmann    |        | SPD       | 2014–2020 |
| Hermann Nafziger    |        | CSU       | seit 2020 |